# Mallegere, Mandya
Mallegere là một làng thuộc tehsil Mandya, huyện Mandya, bang Karnataka, Ấn Độ.